# 千葉県住宅供給公社
千葉県住宅供給公社（ちばけんじゅうたくきょうきゅうこうしゃ）は、千葉県の地方住宅供給公社である。

## 概要
1953年財団法人千葉県住宅協会として発足。地方住宅供給公社法に基づき1965年に千葉県住宅供給公社に組織変更。
分譲住宅事業及び宅地分譲事業等を行ってきたが、バブル経済の崩壊によりそれまでに保有していた土地の値下がりにより、多額の含み損を抱えることになった。市原市米沢の土地取得（後述）が主因で事実上の債務超過となった公社は自力での再建をあきらめ2004年2月に特定調停を申し立て、2005年成立した。現在は新規の分譲住宅事業や宅地分譲事業は行なわず、賃貸住宅の管理を中心に行っている。

## 特定調停の申し立て
約928億円の借入金を抱え債務超過に陥っていた公社は、住宅金融公庫を含む11の金融機関に債権の一部放棄を求める特定調停を2004年2月4日、東京地裁に申し立てた。法的手続きによる債務整理は、住宅供給公社では、北海道、長崎に次いで3番目となった。

### 調停決定の概要
- 公庫債権全額（154億円）は、40年間元金均等返済。（利息年0.15%）
- 民間金融機関債権（約774億円）は、約45%の債権放棄を行い、残金は2005年度中に弁済。
- 千葉県は公社の弁済資金の新規融資、土地区画整理事業を引継ぐ。

## 市原市米沢の土地購入問題
公社は別の不動産開発会社が宅地開発を断念した市原市米沢の山林や畑など計75.2ヘクタールを1995年7月から1998年1月にかけて宅地並みの約159億円で買収したが、翌年の1999年に開発計画が凍結された。
この土地取引について、当時の千葉県知事堂本暁子は2003年9月18日、地方自治法に基づき県監査委員に監査要求した。これを受けた県監査委員は同年11月、土地取引の不正や政治的圧力について事実を確認できなかったとする監査結果を報告した。
この土地取引の真相は現在も明らかとなっていない。

## 沿革
- 1953年 - 千葉県の出資金により、「財団法人千葉県住宅協会」として設立。
- 1965年11月1日 - 地方住宅供給公社法に基づき、「千葉県住宅供給公社」に組織変更。
- 2004年2月4日 - 特定調停の申立て。
- 2005年1月21日 - 特定調停成立。

## 販売センター
- 高花販売センター（印西市高花）
- バードヒル池花販売センター（四街道市池花）
- 茂原緑ヶ丘リゾーン販売センター（茂原市緑ヶ丘）

## 主な宅地
- 海浜ニュータウン  - 所在地：千葉市美浜区、建設戸数：3,659戸
- 柏の葉  - 所在地：柏市
- 公社 柏団地  - 所在地：柏市、建設戸数：194戸
- 千葉ニュータウン  - 所在地：船橋市・印西市・白井市・本埜村、建設戸数：3,398戸
- 四街道バードヒル池花  - 所在地：四街道市、面積：273,000平方メートル、計画人口：2,060人、計画戸数：643戸
- 四街道駅前ビル住居  - 所在地：四街道市、建設戸数：49戸
- 公社 八千代台団地  - 所在地：八千代市八千代台西、建設年：1954年～1967年、日本初の戸建て型大規模団地、面積：419,697平方メートル、計画人口：4,456人、計画戸数：1,114戸
- 公社 八千代西団地  - 所在地：八千代市、面積：64,060平方メートル、計画人口：1,700人、計画戸数：427戸
- 公社 八千代東団地  - 所在地：八千代市、面積：169,375平方メートル、計画人口：2,184人、計画戸数：694戸
- 公社 勝田台団地  - 所在地：八千代市勝田台、建設年：1965年～1970年、面積：1,171,000平方メートル、計画人口：14,288人、計画戸数：3,723戸
- ゆりのき台  - 所在地：八千代市、建設戸数：20戸
- 成田ニュータウン  - 所在地：成田市、建設戸数：3,467戸
- 公社 成田団地  - 所在地：成田市
- 三里塚本城台団地  - 所在地：成田市、面積：172,186平方メートル、計画人口：1,710人、計画戸数：346戸
- 藤治台団地  - 所在地：佐倉市、面積：158,613平方メートル、計画人口：1,632人、計画戸数：430戸
- 幕張新都心パティオス9･13･14番  - 所在地：千葉市
- 茂原緑ヶ丘ニュータウン「リゾーン」  - 所在地：茂原市、面積：986,800平方メートル、計画人口：7,200人、計画戸数：1,801戸
- 茂原東部団地  - 所在地：茂原市、建設戸数：102戸
- 姉崎みどりヶ丘団地  - 所在地：市原市、建設戸数：915戸
- 代宿けやき台  - 所在地：袖ケ浦市、建設戸数：43戸
- 白旗台団地  - 所在地：千葉市、面積：21,900平方メートル、計画人口：1,100人、計画戸数：300戸
- 江戸川台団地 - 所在地：流山市、流山都市計画事業(一団地の住宅施設)、建設年：1963年(昭和38年)、面積：969,267平方メートル、計画人口：8,448人、計画戸数：2,223戸
- 千代田団地 - 所在地：四街道市、四街道都市計画事業(一団地の住宅施設)、建設年：1979年(昭和54年)、面積：986,000平方メートル、計画人口：12,376人、計画戸数：2,783戸
- 酒々井中央台団地  - 所在地：酒々井町、建設年：1971年～1995年、建設戸数：163戸
- 若宮団地  - 所在地：市原市、建設年：1964年～1973年、
- 鎌ヶ谷団地  - 所在地：鎌ケ谷市、面積：22,246平方メートル、計画人口：308人、計画戸数：76戸
- 八幡台ニュータウン  - 所在地：木更津市、建設戸数：343戸
- 小倉台団地（小倉団地）- 所在地：千葉市若葉区、建設年：1961年～1966年、面積：711,000平方メートル、計画人口：9,230人、計画戸数：2,315戸
- 大宮団地  - 所在地：千葉市若葉区、建設年：1961年～1970年、面積：652,362平方メートル、計画人口：7,636人、計画戸数：2,045戸
- こてはし団地  - 所在地：千葉市花見川区、建設年：1965年～1973年、面積：801,550平方メートル、計画人口：9,850人、計画戸数：2,504戸
- こてはし横戸団地  - 所在地：千葉市花見川区、面積：205,422平方メートル、計画人口：1,792人、計画戸数：560戸
- 稲毛団地  - 所在地：千葉市稲毛区、面積：42,664平方メートル、計画人口：2,112人、計画戸数：528戸
- 星久喜団地  - 所在地：千葉市、面積：56,336平方メートル、計画人口：345人、計画戸数：86戸
- 轟町団地  - 所在地：千葉市、面積：1,530平方メートル、計画人口：120人、計画戸数：32戸
- 土気団地  - 所在地：千葉市、建設戸数：309戸